# كريستيان أوبوازور
كريستيان أوبوازور (بالإنجليزية: Christian Obiozor)‏ (31 أكتوبر 1994 بنيجيريا - ) هو لاعب كرة قدم نيجيري في مركز الهجوم. شارك مع منتخب نيجيريا لكرة القدم. أما مع النوادي، فقد لعب مع إينوغو رينجرز وكانو بيلارس.

## روابط خارجية
- كريستيان أوبوازور على موقع قاعدة بيانات كرة القدم.إي يو (الإنجليزية)
- كريستيان أوبوازور على موقع Soccerway.com (الإنجليزية)
- كريستيان أوبوازور على موقع GSA (الإنجليزية)